# 郭雲
郭雲（？—1374年），河南南阳人。明朝初期军事将领。

## 生平
郭雲身高八尺有余，相貌魁梧。元朝末期聚众设山寨，后升任湖廣行省平章政事。后元朝皇帝北逃，河南各郡县皆投降，唯独郭雲坚守。当时徐达派曹諒围困，郭雲出战被擒。徐达命其跪下，郭雲直立不跪且大骂求死。后用刀刃威胁仍然不动声色。徐达为之而动，于是捆绑其至应天。朱元璋以其相貌而感到奇异，于是释放他。当时明太祖正阅读《汉书》，于是问郭雲是否识字，郭雲对答道是。于是朱元璋把书给他，郭雲拿来即朗诵。朱元璋大喜，并厚加赏赐，命其为溧水知縣，有政绩。朱元璋认为其有贤能，于是升任其为南陽衛指揮僉事，并使其回乡屯田，数年后去世。
其子郭子洪，当时年仅十三岁。朱元璋下诏说：“郭云出自田间，做义军保卫乡众，数年来竭尽全力。我大明军队北伐，人神所应。但郭云仍屡次战斗不屈服，因为势穷无援而无法了却志向。我非常赞赏其节气，于是让其尝试任职，地方都歌颂其功德，军民也能安居乐业。他虽然没有汗马功勋、倒戈之事，其治理有功、忠義凜然。他儿子郭子洪仍可以入開國功臣列，授宣武將軍、飛熊衛親軍指揮使司僉事，世襲。”同时以降将而获世襲的有王溥。